# 鈴鹿央士
鈴鹿央士（日语：／ Suzuka Ōji */?；2000年1月11日—）是日本男演員、模特兒。岡山縣岡山市出身，本名非公開。身高178公分，血型O型，隸屬於FOSTER。

## 經歷
岡山県岡山市出身。
2016年秋季高中二年級時，電影《老師！我可以喜歡你嗎》拍攝場地位於央士就讀的高中，作為臨演的鈴鹿憑著亮眼的外表，給當時的主演廣瀨鈴留下深刻印象，並將他推薦給自己的經紀公司。
2018年4月，被星探發掘，並加入現所屬事務所。同時考上位於東京的一所大學。以日語的「鈴」（日语：すず）命名藝名。同年秋天，於「第33屆MEN'S NON-NO 専屬模特兒選拔賽」中獲得優勝。
2019年開始演員的活動，在電影《蜜蜂與遠雷》中飾演天才鋼琴家，這亦是他首次在電影試鏡入選。由於電影中演技受到矚目，讓央士獲得了第44屆報知電影獎 、第41屆橫濱電影節、第43屆日本電影學院獎、第74屆每日電影獎 、第93屆電影旬報等電影新人獎。

## 人物
- 家庭結構未知[8]
- 小學、初中為岡山市的公立學校，名字及細節未知。[8]
- 高中:岡山縣西大寺高等學校（日语：岡山県立西大寺高等学校）[8]
- 嗜好：聽音樂、觀賞電影、彈鋼琴[9]
- 特技：可以在任何地方睡覺[9]
- 大學：位於東京，名字及細節未知。[8]
- 最喜歡的運動：羽毛球、足球[1]
- 最喜歡的藝人：Maroon 5[1]

## 出演

### 電視劇
- 夏空（2019年9月12日 - 28日、NHK） - 飾演 町田義一[10]
- 大叔的愛-in the sky-（2019年11月2日 - 12月21日、朝日電視台） - 飾演 道端寛太[11]
- MIU404 第三集起（2020年6月26日 - 9月4日、TBS） - 飾演 成川岳[12]
- 咖哩之歌。（日语：カレーの唄。）（2020年10月1日 - 12月17日、dTV頻道・光TV / 10月10日、BS12 TwellV） - 飾演 鈴木二汰[13]
- 明治開化 新十郎偵探帖（2021年1月22日、NHK BS Premium ） - 飾演 高田與助 / 母里由也[14]
- 堀與宮村（2021年2月17日 - 3月31日、MBS） - 主演・宮村伊澄[15]
- 東大特訓班2（2021年4月25日 - 6月27日、TBS） - 飾演 藤井遼
- 這場初戀純屬虛構（日语：この初恋はフィクションです）（2021年10月11日 - 12月16日、TBS） - 飾演 祖父江廣樹
- Cross Tail～偵探教室～（日语：クロステイル 〜探偵教室〜）（2022年4月9日 - 5月28日、東海電視台・富士電視台） - 主演・飛田匡
- 六本木Class（2022年7月7日 - 9月29日、朝日電視台） - 飾演 長屋龍二
- silent（2022年10月6日 - 12月22日、富士電視台） - 飾演 戶川湊斗
- 我竟然養起了小白臉（日语：私がヒモを飼うなんて）（2023年5月17日、TBS） - 飾演 柏木心
- Sweet Moratorium（日语：スイートモラトリアム）（2023年5月24日 - 7月19日、TBS） - 主演・柏木心
- 18／40～兩人的夢想與愛情～（2023年7月11日 - 9月12日、TBS） - 飾演 黑澤祐馬
- 毛骨悚然撞鬼經驗 夏之特別篇2023「不租給任何人的房間」（日语：誰にも貸せない部屋）（2023年8月19日、富士電視台）- 主演・木下肇
- 尤莉亞老師的紅線（2023年10月19日 - 12月14日、朝日電視台） - 飾演 箭内稟久
- 黑暗打工家族（日语：闇バイト家族）（2024年1月5日 - 3月23日、東京電視台） - 主演・田中颯斗
- 解謊偵探少女（2024年10月7日 - 12月16日、富士電視台） - 主演・祝左右馬（與 松本穗香雙主演）

### 網路劇
- 深海君与月影酱 Season2（日语：深海くんと月影ちゃん）（2020年6月1日 - 5日、YouTube） - 主演・深海君（與 蒔田彩珠雙主演）
- silent EP0 〜䌷与想与凑斗、8年前的某件事～（日语：（2022年10月31日、TVer） - 飾演　戸川湊斗
- 只想告訴你（2023年3月30日、Netflix） - 主演・風早翔太（與 南沙良雙主演）
- THE DAYS（2023年6月1日、Netflix） - 飾演 桐原
- 尤莉亞老師的紅線 开始的开始（日语：ゆりあ先生の赤い糸のはじまりのはじまり）（2023年11月16日、TELASA） - 主演・箭内稟久

### 電影
- 先生！我可以喜歡你嗎（日语：先生! 、好きになってもいいですか?）（2017年10月28日） - 臨演
- 蜜蜂與遠雷（2019年10月4日） - 飾演 風間塵 [2]
- 決算！忠臣蔵（日语：決算! 忠臣蔵）（2019年11月22日） - 飾演 矢頭右衛門七（日语：矢頭教兼）
- 堀與宮村（2021年2月5日） - 主演・宮村伊澄[15]
- 星空的遙遠之國（日语：星空のむこうの国）（2021年7月16日） - 主演・森昭雄
- 幽靜的山荷葉（日语：かそけきサンカヨウ）（2021年10月15日） - 飾演 清原陸
- Violence Action（2022年8月19日） - 飾演 渡邊
- Lost Care（日语：ロストケア）（2023年3月24日） - 飾演 椎名幸太
- PLAY!〜输赢怎样都行〜（日语：PLAY!〜勝つとか負けるとかは、どーでもよくて〜）（2024年3月8日） - 主演・田中達郎（與 奥平大兼雙主演）
- 花便當的記憶（日语：花まんま）（2025年4月25日） - 飾演 中沢太郎

### 配音電影
- 通往夏天的隧道，再見的出口（2022年9月9日） - 主演・塔野薰
- 哆啦A夢：大雄的繪畫世界物語（2025年3月7日） - 飾演
- ChaO，我代表人類跟人魚結婚了（2025年8月15日） - 主演・史蒂芬（與山田杏奈雙主演）[16]

### 廣告
- 日本麥當勞 McFizz（マックフィズ）「夏季的McFizz」（ひと夏のマックフィズ）篇（2019年）
- Mos Burger クリームチーズベジ～北海道産コーンのソース～「なんでだろう」篇（2021年4月1日 - ）
- KDDI・OKINAWA CELLULAR povo2.0「povo姉の使い切ったら」篇（2022年1月27日 - ）
- Kracie Foods ヨーロピアンワッフルサンド（2022年2月22日 - ）
- Kabaya Foods Toughgummy「TOUGH-ZONE」篇（2023年5月9日 - ）
- SUENAGAグループ・岡山土地倉庫・トヨタレンタリース新岡山
  - 「SUENAGA Group が大好きな人」篇、「岡山土地倉庫にやたら詳しい人」篇、「トヨタレンタリース新岡山の新が気になる人」篇（2023年8月1日 - ）
  - 「ここからはじまった」篇（2024年8月10日 - ）
- ユーキャン チャレンジユーキャン2024（2024年1月1日 - ）
- Bank of Innovation MementoMori「MementoMori/美しき魔力に堕ちる」篇（2024年4月27日 - ）
- 積水房屋「帰ろう。」篇（2024年8月1日 - ）
- 日本可口可樂 綾鷹「自分のリズムでいこう。鈴鹿央士」篇（2024年8月19日 - ）

### MV
- Vaundy「怪獣の花唄」（2020年）[17]
- 鈴木鈴木「サイレンビート」（2022年）
- 爱莉安娜·格兰德「we can’t be friends (wait for your love)」日本版MV（2024年）

### 其他
- 岡山弁 de提案（日语：岡山弁 de プロポーズ!） 第2集・第4集（2019年）[1][3]
- 深海君與月影醬（日语：深海くんと月影ちゃん）第2季（2020年）[18]

### 雜誌
- MEN'S NON-NO（日语：MEN'S NON-NO）（集英社） - 2019年起的專屬模特兒

## 獲獎紀錄
2019年
- 第44屆 報知電影獎 - 新人獎（蜜蜂與遠雷）[4]
- 第41屆 橫濱電影節 - 最優秀新人獎（蜜蜂與遠雷）[5]
- 第43屆 日本電影學院獎 - 新人演員獎（蜜蜂與遠雷）[7]
- 第74屆 每日電影獎 - Sponichi Grand Prix 新人獎（蜜蜂與遠雷）[19]
- 第93屆  電影旬報 - 新人男演員獎（蜜蜂與遠雷）（決算!忠臣蔵（日语：「忠臣蔵」の決算書#映画））[6]

## 外部連結
- 鈴鹿央士官方網頁
- 鈴鹿央士|MEN'S NON-NO WEB （页面存档备份，存于）
- 鈴鹿央士|BLOG|MEN'S NON-NO WEB （页面存档备份，存于）
- 鈴鹿央士的X（前Twitter）
- 鈴鹿央士的Instagram帳戶